# Il crematorio di Vienna
Il crematorio di Vienna è una raccolta di racconti dell'autore italiano Goffredo Parise del 1969.
Il libro si compone di 33 brevi racconti, in gran parte apparsi sul Corriere della Sera tra il 1963 e il 1964, senza titolo ma contrassegnati da un numero progressivo, e deve il suo titolo all'argomento del nono brano. Gli ultimi due sono in forma di dialogo.
Fu compreso nella cinquina finale del Premio Campiello del 1970 ed è stato tradotto in romeno e in russo.

## Racconti contenuti
1.
Bruno è un impiegato che si sente intimamente inadeguato alla vita e al lavoro. Quando il padrone della ditta gli chiede di mostrargli le mani perché ha notato che gli tremano, Bruno pensa che quegli abbia qualcosa contro di lui.
2.
Un impiegato si convince che Morgante, il dirigente col quale divide l'ufficio, lo ritenga uno scansafatiche e che pertanto si debba guardare da lui. Di conseguenza, tutto preso da questo pensiero, finisce col non lavorare quasi più.
3.
Un uomo di nome Ravasini vede per strada un uomo ben vestito che gli sembra, come esprime a bassa voce, "il tecnocrate perfetto". Questi lo ode e inizia a parlargli, rivolgendosi a lui come se lo conoscesse da lungo tempo. Gli dice che, per quanto avesse percepito il biasimo nelle sue parole, quell'espressione era per lui un complimento.
4.
Un uomo di nome di nome Aguiaro si trova in uno stato di profondo malessere, che attribuisce a fantomatici parassiti che si anniderebbero nel suo corpo e che chiama "i cinesi". Il pensiero lo divora come un tarlo e lo porta lentamente alla fine.
5.
Un impiegato è invitato dal suo collega Borghi a un appuntamento, che ritiene legato a un possibile avanzamento di carriera. Egli si lambicca il cervello a pensare se faccia meglio ad andarci o a non presentarsi.
6.
Un uomo in carriera, guardandosi allo specchio, si compiace della perfetta simmetria del suo volto, della sua posizione lavorativa e finanziaria e dei rapporti con i suoi famigliari, basati su fattori esclusivamente economici.
7.
Un uomo che sta per essere assunto per un nuovo lavoro meglio retribuito deve compilare un questionario, convinto che si tratti solo di un atto pro forma. Con suo grande scorno, ciò determina invece la sua mancata assunzione.
8.
Un impiegato, da sedici anni nella stessa ditta, pensa solo al lavoro e ritiene che l'organizzazione della sua ditta sia come quella di formiche dotate d'intelletto. Quando un suo collega si licenzia per andare in un'altra azienda, questa sua convinzione viene scossa dalle fondamenta.
9.
Antonio, che sta attraversando la periferia di Vienna su un taxi con la moglie, nota un imponente edificio e, incuriosito, chiede di fermarsi per visitarlo. Capisce trattarsi di un complesso cimiteriale e si accoda a un corteo funebre che sta seguendo una bara che viene trasportata in un grande ambiente dove si tiene un'orazione funebre, che egli non comprende essendo questa in tedesco. Antonio subisce poi a tradimento l'iniezione di una qualche sostanza paralizzante e, incapace di parlare e di muoversi pur restando pienamente cosciente, è deposto nella bara che viene poi infilata nel forno crematorio.
10.
Un uomo perde le amicizie a causa della tirchieria della moglie, che ritiene troppo costose le occasioni di vita sociale; restando fuori di casa molte ore si riducono al minimo anche le interazioni con i suoi famigliari, e si riduce a parlare agli oggetti.
11.
Mozzoni è un impiegato inquadrato in una rigida routine, che ad un certo momento arriva a disgustarlo. Ne parla con la moglie, che però non comprende le ragioni del suo disagio e vorrebbe che le cose andassero avanti come sempre.
12.
Un uomo benestante e realizzato sul lavoro, sposato con due figli, rimane basito quando sua moglie gli confessa candidamente che ama i suoi soldi più della sua persona.
13.
Un uomo si trova in disaccordo con la moglie perché questa afferma che il personale di servizio sia inferiore anche dal punto di vista razziale e antropologico, e ha trasmesso questa sua convinzione ai figli.
14.
Una ragazza diciottenne si trova a disquisire, prima col padre poi con la madre, di concetti di estetica come l'oggettività o la soggettività della bellezza.
15.
Un uomo ricoverato in ospedale da quattro mesi ha sviluppato un senso di profonda comunanza e solidarietà per tutti coloro che, come lui, si trovano in una condizione di malattia. Quando lo rivela alla moglie, questa gli dichiara di non sentire alcun dovere verso degli estranei solo perché sono malati come lui.
16.
Osservando delle piante, Muller pensa che in fondo non c'è una grande differenza tra tali esseri viventi e gli uomini che come lui sono incasellati in una rigida routine. Persino la sua giovane moglie non gli sembra altro che uno strumento per la riproduzione. 
17.
Un professionista quarantenne, con moglie e un figlio, insoddisfatto della sua vita riflette sulla possibilità di cambiarla radicalmente e si convince che è possibile sostituire le cose materiali ma non le persone.
18.
Mario, svegliandosi una mattina, scopre che la moglie sta facendo le valigie per andarsene di casa. Richiesta del motivo, ella risponde: "Voglio un altro marito. Un marito normale, uno che non faccia tante domande".
19.
Enrico si strugge per la donna che ama e che non gli ha dato un recapito per poterla contattare. Quando finalmente lo chiama al telefono, ella si sottrae a un discorso sui loro sentimenti, preferendo parlare "del più e del meno".
20.
Giorgio ama fare dei regali alla moglie, la quale, dopo un iniziale apprezzamento, sembra però dimenticarsene rapidamente. In lui si fa strada l'idea che in realtà la donna non lo ami.
21.
Un ingegnere, osservando la moglie, ha l'impressione di non averla mai compresa bene, essendo rimasto fermo a quella che considera una relazione convenzionale. Rimane sconvolto quando la donna si getta dalla finestra col loro bambino tra le braccia.
22.
Una commessa di 23 anni si convince di non essere abbastanza attraente, così si rivolge a un chirurgo estetico perché modifichi le sue fattezze. Col suo nuovo volto, viene scambiata per la modella di un calendario e, compiaciuta, conferma l'equivoco.
23.
Una prostituta, nascosta sotto la qualifica di "massaggiatrice", riflette sulle motivazioni che l'hanno condotta a intraprendere quella professione. Ritiene che essa non sia moralmente riprovevole, ma che le sia utile in quanto le permette di guadagnare per coprire le sue necessità.
24.
Il titolare di un'officina meccanica animato da una grande passione per il suo lavoro pensa di aver trovato un degno erede nel suo garzone Mario; presto si accorge però che la passione di Mario per i motori va scemando e che non c'è nulla che possa fare per contrastare ciò.
25.
Un uomo ricco non sopporta l'espressione "si è fatto da sé"; partendo da ciò, riflette sul fatto che le stesse parole possono avere significati diversi per i individui, e decide di crearsi un proprio linguaggio personale, intelligibile solo a lui.
26.
Un ingegnere giunge alla conclusione che la condizione fisica più invidiabile sia quella della completa immobilità, sebbene questa sia propria non della vita ma della morte.
27.
Il grande magazzino "Mr. Opus" ha assunto coscienza di sé e si considera una divinità, alla quale gli esseri umani (che chiama "Miniminor") accordano rispetto e devozione.
28.
Un uomo all'interno della sua automobile si sente "padrone e giustiziere", al punto da divertirsi a investire gli incauti pedoni che si trova davanti, rei di intrattenere con il suolo un contatto diretto, non mediato dalle quattro ruote.
29.
Una donna abbandonata dal marito deve lasciare spesso i tre figli piccoli a casa da soli per andare al lavoro. Per tenere a bada il minore gli fa guardare la televisione: un giorno però questi non vuole smettere di strillare e morde la madre che, esasperata, lo lancia verso la fabbrica dei televisori che sorge vicino alla casa.
30.
Un operaio è ossessionato dai termini "produzione" e "costo", che considera alla stregua di parole magiche. Condizionato da queste, uccide le galline del suo pollaio (che ritiene consumino più di quanto gli rendano) e si dispera quando sua moglie rimane di nuovo incinta.
31.
Un giovane disoccupato ha il desiderio di diventare un divo. Perso nei suoi pensieri, di punto in bianco colpisce violentemente sua madre con un pugno e le rovescia addosso il frigorifero, uccidendola.
32.
Un uomo ha ucciso otto persone che passavano per la via sparando da una finestra di casa. All'interrogatorio giudiziario, spiega di aver compiuto non dei banali assassinii, ma un'"azione politica e militare", riducendo quei corpi, scelti in modo assolutamente casuale, allo stato di quiete.
33.
Un uomo cerca di spiegare a un altro la sua filosofia secondo la quale esistono "l'uomo e le cose". Ammette però che la differenza tra le due categorie è labile, in quanto un uomo può diventare a sua volta una cosa, com'è successo a quello che ha appena ucciso.

## Critica
Per Geno Pampaloni, l'opera è rappresentativa della fase più "laica e razionale" della produzione di Parise, maturata dopo un viaggio dell'autore negli Stati Uniti nel clima culturale in cui le élite intellettuali criticavano l'alienazione dell'uomo contemporaneo causata dal consumismo e dal sistema economico capitalistico. Inoltre, secondo il critico, "i racconti de Il crematorio di Vienna (1969) hanno una loro lucida astrazione, nel perseguire quasi kafkianamente le linee di un destino umano deserto e implacabilmente determinato". Tali tematiche avevano già iniziato ad essere esplorate nel precedente romanzo Il padrone e in questa raccolta sono ulteriormente trattate ed approfondite.

## Edizioni
- Goffredo Parise, Il crematorio di Vienna, collana Narratori, n. 163, Milano, Feltrinelli, 1969.
- Goffredo Parise, Il crematorio di Vienna, collana Nuovi Coralli, n. 171, Torino, Einaudi, 1977.
- Goffredo Parise, Il crematorio di Vienna, in Opere, collana I Meridiani, a cura di Bruno Callegher e Mauro Portello, vol. 2, Milano, Mondadori, 1989, ISBN 88-04-31405-2.
- Goffredo Parise, Il crematorio di Vienna, collana Oscar narrativa, introduzione di Silvio Perrella, n. 1287, Milano, Mondadori, 1993, ISBN 88-04-37094-7.
- Goffredo Parise, Il crematorio di Vienna, Milano, Rizzoli, 2000, ISBN 88-17-86472-2.